# 弗里氏楊
弗里氏楊，又稱富來孟楊、棉白楊，是一種原生於美國西南部和墨西哥中北部河岸的楊屬植物。是黑楊節分類下的三個種之一。
種小名fremontii是紀念美國共和黨第一位總統候選人約翰·C·弗里蒙特。

## 分佈
弗里氏楊是美國西南部和墨西哥的原生植物：在美國可見於加州、內華達州、新墨西哥州、德克薩斯州、猶他州、亞利桑那州及科羅拉多州，在墨西哥則分佈於下加利福尼亞州、南下加利福尼亞州、索諾拉州、科阿韋拉州、奇瓦瓦州、新萊昂州、墨西哥州及普埃布拉州。
弗里氏楊生長於溪澗、河流泉水、地下水出口、濕地以及海拔2,000米（6,600英尺）以下、水源豐沛的沖積層窪地。

## 描述

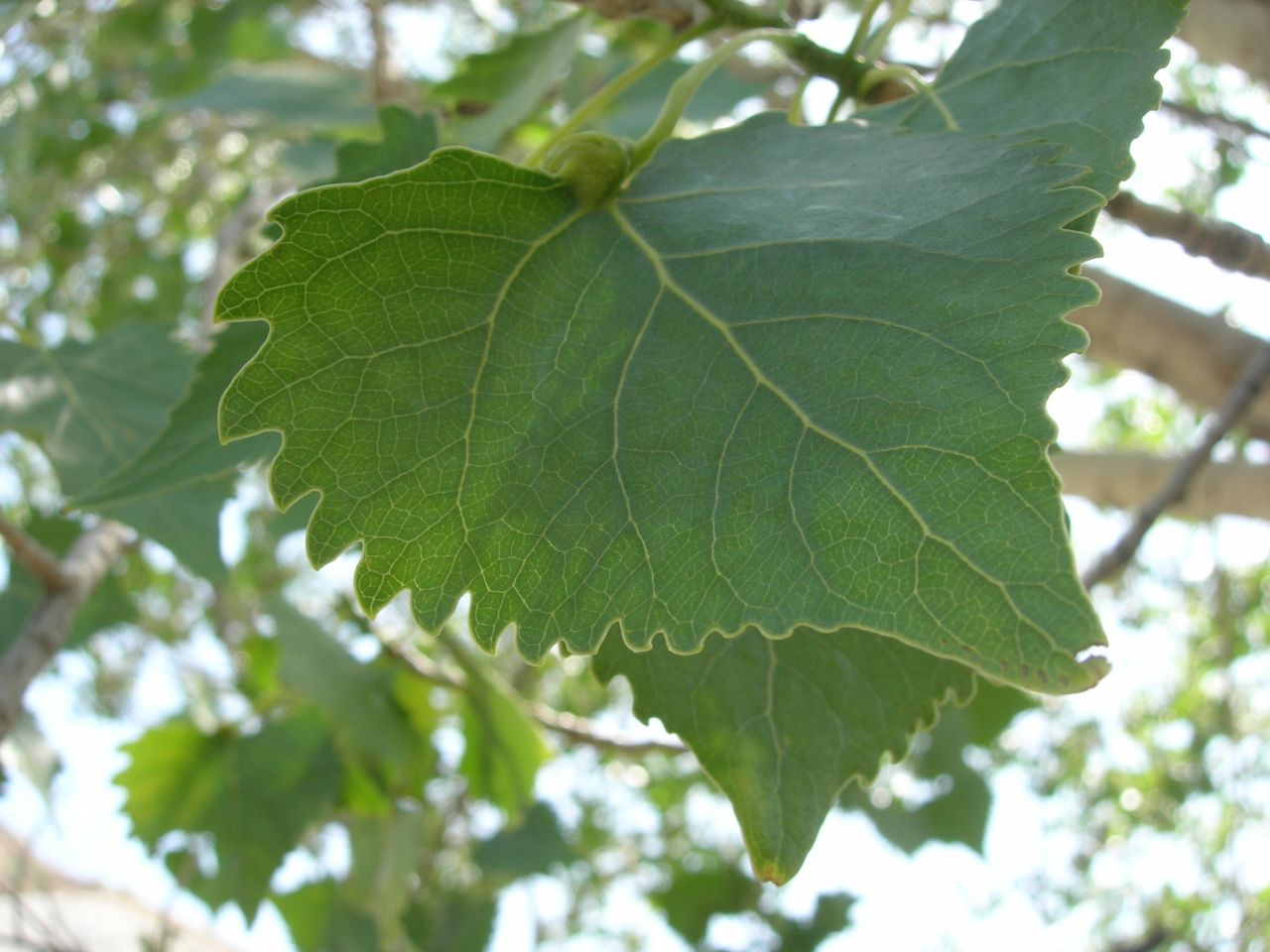
模式亞種的葉子

樹身高大，可達12—35米（39—115英尺）。樹冠寬闊，樹幹直徑可達1.5米（4.9英尺）。幼樹樹皮平滑，老樹樹皮有深刻的白色裂縫。
樹葉長3 cm（1.2英寸）至7 cm（2.8英寸）、心形、樹葉尖端延長、葉脈白色，葉緣呈粗圓鋸齒狀，呈無毛或有毛狀，並常沾染乳狀樹脂。樹葉十至十一月轉為明黃色或橙色，紅色較少有。
花序屬柔荑花序，長而下垂，三至四月開花。結胞果，以風力傳播種子。因外形似向下懸垂的棉絮，故英文有cottonwood（棉木）的名稱.
目前在美國己知最大的弗里氏楊位於亞利桑那州的髑髏谷。2012年樹幹周長557英寸（1,410 cm）（46.4英呎）、樹高102英尺（31米）、樹冠闊149.5英尺（45.6米）。

### 亞種與變種
目前有兩種亞種獲得承認。由於與美洲黑楊在格蘭德河雜交的亞種（Populus deltoides subsp. wislizeni）相混淆，該亞種過去曾被誤認為本種的亞種，已於1977年被移除。
- 指名亞種P. f. subsp. fremontii，又名P. f. var. arizonica（Sarg.）及P. f. var. macdougalii（Rose）Jeps.，原生於加州及大陸分水嶺以西[11]
- P. f. subsp. metesae（Eckenwal.），原生於墨西哥乾旱地區，並於大陸分水嶺以東廣泛種植[11]

## 用途

### 培育
弗里氏楊可用作園藝植物，以及沿岸修復的樹材。也可為野生動物提供食物及棲地、進行生態復原、作為建立野生植物花園和自然造景的大型本土植物、阻擋風和土壤侵蝕，以及為康樂設施、公園及牲畜提供遮蔭。
過去美國的拓殖者裁種此樹作燃料及圍欄之用。

### 美洲原住民
傳統醫學
在美國西部和墨西哥的美洲原住民以此樹的各部分作藥用、織籃、製作工具和樂器。內樹皮含維生素C，咀嚼可預防壞血病或治療維生素C缺乏症。樹皮及樹葉可用作泥敷劑，用於治理傷口及消炎。
藝術
生活在亞利桑那州南部和墨西哥北部索諾蘭沙漠河岸地區的皮馬族利用樹的幼枝編織精緻複雜的籃子。南加州的加烏拉人則用木材製作工具，普韋布洛人則用來製鼓。科羅拉多河下游的奎查恩人則在火葬儀式上用到它。東北亞利桑那的霍皮族人用樹根雕刻成克奇納神像。

## 外部連結
- Calflora Database: 弗里氏楊 （页面存档备份，存于）
- Calflora Database: 弗里氏楊指名亞種 （页面存档备份，存于）
- 弗里氏楊 — 加州大學圖片錄 （页面存档备份，存于）
- 弗里氏楊指名亞種 — 加州大學圖片錄 （页面存档备份，存于）